# Decatur megye (Tennessee)
Decatur megye az Amerikai Egyesült Államokban, azon belül Tennessee államban található. Megyeszékhelye Decaturville, legnagyobb városa Parsons. Lakosainak száma 11 435 fő (2020. április 1.). Decatur megye Benton, Perry, Wayne, Hardin, Henderson és Carroll megyékkel határos.

## Népesség
A megye népességének változása:
| Lakosok száma | 11 722 | 11 674 | 11 640 | 11 661 | 11 660 | 11 435 |
|               | 2010   | 2011   | 2012   | 2013   | 2015   | 2020   |